# BNIPL
BNIPL‏ (BCL2 interacting protein like) هوَ بروتين يُشَفر بواسطة جين BNIPL في الإنسان.